# نزار هاني
نزار هاني دكتوراه في العلوم الزراعية والغذائية يشغل منصب وزير الزراعة في حكومة نواف سلام منذ8 شباط(فبراير) 2025م.

## عمله ووظائفه
- مدير محمية أرز الشوف
- مستشاراً لقسم المناطق المحمية التابع لوزارة البيئة والمياه والزراعة في المملكة العربية السعودية (خارطة طريق رؤية 2030 للمناطق المحمية).
- اختصاصي بيئي مشرف على محمية الشوف المحيط الحيوي في وزارة البيئة بين 2014 و2020.
- أستاذاً في كليات الزراعة في جامعة القديس يوسف والجامعة اللبنانية.[2][1]
- نائباً لرئيس اللجنة العالمية للمناطق المحمية التابعة للاتحاد الدولي لحماية الطبيعة لمنطقة شمال إفريقيا وغرب آسيا والشرق الأوسط.
- مستشار في التراث العالمي الطبيعي لمندوب لبنان في اليونيسكو منذ العام 2023.

## الجوائز والاوسمة
1. حاصل على جائزة ميشال باتيس لليونسكو للإنسان ومحمية المحيط الحيوي.
2. جائزة كينتون ميلر من اللجنة العالمية للمناطق المحمية التابعة للاتحاد الدولي لحماية الطبيعة.
3. وسام فارس من رتبة نجمة إيطاليا عربون تقدير من الجمهورية الإيطالية.[3][4][5]

## انظر
1. مجلس الوزراء اللبناني
2. قائمة رؤساء وزراء لبنان